# أوغستا من ساكس-فايمار-آيزناخ
أوغستا من ساكس-فايمار-آيزناخ (بالألمانية: Augusta von Sachsen-Weimar-Eisenach)‏ (30 سبتمبر 1811 - 7 يناير 1890)؛ كانت ملكة بروسيا وأول إمبراطورة ألمانيا من خلال زواجها من فيلهلم الأول؛ هي ابنة الثانية لـ كارل فريدرش، دوق ساكس-فايمار-آيزناخ الأكبر وماريا بافلوفنا من روسيا ابنة بافل الأول قيصر روسيا وصوفي دوروتيا من فورتمبيرغ، وأيضا هي والدة فريدرخ الثالث إمبراطور ألمانيا.